# Ligue Centre-Val de Loire de football
La Ligue Centre-Val de Loire de football est un organe fédéral dépendant de la Fédération française de football créé en 1919 et chargé d'organiser les compétitions de football au niveau de la région Centre-Val de Loire.
La LCVLF qui a son siège à Orléans, compte six districts calqués sur les départements du Cher, d'Eure-et-Loir, d'Indre, d'Indre-et-Loire, du Loiret et de Loir-et-Cher. Le président de la Ligue est Antonio Teixeira depuis janvier 2019.
La principale compétition organisée par la Ligue est le championnat de National 3 qui donne le droit à son vainqueur de participer au championnat de National 2. La Ligue s'occupe également d'organiser les premiers tours de la Coupe de France de football et de gérer le football féminin régional.

## Chronologie

### Histoire
Le 5 juillet 1919, la Ligue de Beauce-Touraine est créée. Le 27 octobre 1919, la Ligue du Centre de Football Association lui succèdent. Le premier siège est placé à Tours. Il n’y a encore aucun district départemental et son territoire n’a rien à voir avec celui actuel. La Ligue du Centre s’étend de Poitiers à Fontainebleau ou Montereau et de Dreux à Saint-Amand-Montrond. Les districts départementaux voient ensuite progressivement le jour dans les vingt années suivantes.
En 1967, le siège de la Ligue quitte Châteauroux pour Orléans, où il se trouve toujours en 2018.
À la fin des années 1990, la Ligue du Centre est la première en France à lancer la formation d'éducateur sportif de football en apprentissage. Dispensée au Centre interrégional de formation de Châteauroux, avec le concours du CFA métiers du sport, cette formation permet aux apprentis de bénéficier d'une double compétence grâce à des enseignements complémentaires en matière de transport en commun, d'espaces verts et d'animation sociale.
En 2004, le Championnat d'Europe des moins de 17 ans a lieu en Région Centre. De même que l'Euro féminin des moins de 19 ans 2008. Les deux sous la présidence de Christian Teinturier.
Jusqu'à présent, la structure technique de la Ligue du Centre se limite à un Directeur régional et six conseillers départementaux. En 2005-2006, la LCF se dote d'un organigramme unique en France : le DTR Patrick Pion s’entoure de six conseillers régionaux, en plus des deux-trois CTD implantés dans chaque département.
En 2016, conséquence de la réforme territoriale des régions, le ministère de la Jeunesse et des Sports impose à la FFF de calquer l'échelon des Ligues de football sur celle des nouvelles régions. La Ligue du Centre de Football est donc renommée Ligue Centre-Val de Loire de Football.

### Identité et image
| Période   | Nom                       |
| --------- | ------------------------- |
| 1919      | Ligue de Beauce-Touraine  |
| 1919-2015 | Ligue du Centre           |
| 2015-...  | Ligue Centre-Val de Loire |

La Ligue est fondée en 1919 sous le nom de « Ligue de Beauce-Touraine de football association ». La même année, sa dénomination est étendue à « Ligue du Centre de football association ». Progressivement, ce terme d'« association » servant à différencier la pratique des « autres football » disparaît. En 2015, à la suite de la réforme territoriale des régions, le nom évolue en « Ligue Centre-Val de Loire ».
Les anciens logotypes de la Ligue ne sont pas connus. Le dernier de la Ligue du Centre représente les contours géographiques de la France métropolitaine avec un ballon en son Centre, le tout en bleu. En 2015, le logo de la nouvelle Ligue Centre-Val de Loire reprend la nomenclature nationale voulue par la FFF : un écu marqué « Ligue » en haut en blanc sur fond rouge puis, sur fond rayé en deux teintes de bleu, le coq de la FFF au-dessus de « Centre » puis « Val de Loire » et enfin « FFF ». Tous les mots sont en majuscules.

Ligue du Centre (jusqu'en 2015)
Ligue Centre-Val de Loire (depuis 2015)

## Structures de la Ligue

### Statuts
La Ligue Centre-Val de Loire de football est régie par les dispositions de la loi du 1er juillet 1901, par les lois et règlements en vigueur et par les statuts internes de celle-ci, mis en conformité avec les textes législatifs et réglementaires applicables, y compris ceux relatifs à l’organisation du sport en France.
Extrait des principaux statuts de la Ligue

« Art. 8 — Objet
La Ligue assure la gestion du football sur le territoire.

Elle a plus particulièrement pour objet :
- d'organiser, de développer et de contrôler l'enseignement et la pratique du football, sous toutes ses formes, dans le Territoire ;
- de délivrer les titres régionaux et procéder aux sélections régionales ;
- de procéder à la délivrance des licences dans le Territoire ;
- de mettre en œuvre le projet de formation fédéral ;
- d'entretenir toutes relations utiles avec la FFF, les autres Ligues, les Districts, les groupements qui sont ou
seront affiliés à la FFF, les pouvoirs publics et le mouvement sportif ;
- de défendre les intérêts moraux et matériels du football dans le Territoire ;
- et plus généralement, de prendre toute participation conforme à son objet statutaire.

La Ligue exerce son activité par tous moyens de nature à lui permettre de développer la pratique du football et
d’encourager les clubs qui y contribuent, notamment par l’organisation d’épreuves dont elle fixe les modalités et
les règlements.

La Ligue, en tant qu’organe déconcentré de la FFF chargé d’une mission de service public déléguée par l’Etat, défend les valeurs fondamentales de la République française. La Ligue applique les dispositions de l’article 1.1
des Statuts de la FFF sur le Territoire. »

— Statuts de LCVLF.

« Art. 11 — Organes de la Ligue
La Ligue comprend les organes suivants qui contribuent à son administration et à son fonctionnement :
- L’Assemblée Générale ;
- Le Conseil de Ligue ;
- Le Bureau plénier.

La Ligue est représentée par le Président qui est membre du Conseil de Ligue.

La Ligue constitue :
- une commission de surveillance des opérations électorales ;
- une commission régionale de contrôle des clubs dont la composition et les attributions sont fixées par le règlement de la Direction Nationale du Contrôle de Gestion ;
- toutes les commissions obligatoires ou utiles au fonctionnement de la Ligue. »

— Statuts de LCVLF.

### Districts départementaux
Le premier district départemental est celui de Beauce, créé en 1921 et qui s’étend de Dreux à Vendôme. Celui de Tours date de la même époque et va de Poitiers à Blois, de Bourgueil à Montrichard, en 1930 il devient District de Touraine. Le 11 février 1925, le District de l’Orléanais est créé et va de Romorantin à Montereau. Le 23 juillet 1930 nait le District du Berry qui se divise en 1938 avec la création du District du Cher. Le District du Loir-et-Cher ne voit le jour qu’en 1936, presque en même temps que le sous-district de la Vienne qui devient District peu après. C’est pourquoi on trouve Châtellerault et Poitiers en Division d'Honneur Centre avant 1940.
La LCVLF possède maintenant six districts calqués sur les départements du Cher, d'Eure-et-Loir, d'Indre, d'Indre-et-Loire, du Loiret et de Loir-et-Cher. Ils sont les instances décentralisées de la Ligue. Ces Districts jouissent de l’autonomie administrative, financière et sportive.

### Compétitions organisées
À la fin des années 1920, la Division d’Honneur ne ressemble pas à sa version actuelle. Il y a des finales pour désigner le champion de DH. Un championnat unique à sept clubs est ensuite mis en place, puis des compétitions de trois à quatre groupes selon les saisons. Une première phase automnale, dans les districts existants, qualifie un club par entité dans une poule finale printanière.
Un championnat à six clubs comprenant les deux premiers de chaque district est organisé en 1929-1930. Les cinq premiers sont maintenus la saison suivante en compagnie de l’USPO Orléans, c’est le début de la Division d’Honneur « moderne ». Dès 1931 le nombre de participants passe à huit clubs, puis à dix à partir de 1935-36. À partir de 1935, le champion est qualifié pour le Championnat de France amateur rencontrant les champions des autres Ligues régionales. La promotion en DH se fait d’abord dans les districts, une poule finale désigne le champion régional qui, pour accéder au niveau supérieur, doit encore jouer des barrages contre le dernier de DH. De cinq poules en 1937-1938, la Promotion d'honneur est pour la première fois une compétition inter-districts en 1938-1939 avec quatre groupes, puis une poule finale entre les premiers.
La LCVL organise les compétitions entre clubs à l'échelon du Centre-Val de Loire, quelle que soit la catégorie d'âge.
| Compétitions masculines - Coupe de France (tours régionaux) - Régional 1 (1 groupes) - Régional 2 (2 groupes) - Régional 3 (4 groupes) - Coupe Centre Val-de-Loire - Coupe Gambardella (tours régionaux) - Régional 1 -18 ans (1 groupe) - Régional 2 -18 ans (2 groupes) - Régional 1 -16 ans (1 groupe) - Régional 2 -16 ans (1 groupe) - Régional 1 -15 ans (1 groupe) - Régional 1 -14 ans (1 groupe) - Régional 2 -14 ans (1 groupe) - Régional 1 -13 ans (2 groupes) | Compétitions féminines - Coupe de France (tours régionaux) - Régional 1 (1 groupe) - Régional 2 (2 groupes) - Coupe Centre Val-de-Loire - Régional 1 -18 ans (1 groupes) Autres types de compétitions - Coupe nationale de football d'entreprise (tours régionaux) - Régional 1 futsal (1 groupe) - Coupe de France de futsal (tours régionaux) |

### Sélections et équipes de la Ligue
Les ligues françaises de football ont le pouvoir de sélectionner des joueurs issus de leur championnats régionaux afin de créer une équipe régionale qui peut participer à des compétitions nationales et internationales.
La sélection masculine senior participe à la Coupe des régions de l'UEFA.

## Infrastructures

### Les différents sièges
| Période   | Ville                | Adresse                |
| --------- | -------------------- | ---------------------- |
| 1919-19?? | Tours                | 62 avenue de Grammont  |
|           | Châteauroux          | 16 rue Grande          |
| 0000-1952 | Châteauroux          | Rue Lamartine          |
| 1952-1967 | Châteauroux          | 32 rue Fleury          |
| 1967-     | Orléans              | 1 rue de l'Immobilière |
|           | Orléans              | Rue du Colombier       |
|           | St-Jean-de-la-Ruelle | Les Bénardières        |
| actuel    | Orléans              | Rue Paul-Langevin      |

Le siège de la LCVLF doit être situé sur le territoire de la Ligue et peut être transféré en tout lieu de cette ville ou de la même intercommunalité par simple décision du Comité de Direction. Il peut être déplacé dans une autre ville de la Région dont elle dépend, par délibération de l’assemblée générale.
Le premier siège de la Ligue du Centre de football association est basé à Tours. Il passe ensuite à Châteauroux où il connaît trois adresses. Depuis 1967, la LCF tient ses quartiers à Orléans.

### Centre Technique Régional de Châteauroux
Créé par la Ligue du Centre en 1997 sur le domaine de la Fondation Blanche de Fontarce, l'Institut du Football Régional de Châteauroux (IFR) accueille le Pôle Espoirs Garçons, le Centre Interrégional de Formation (CIF) et les jeunes sous contrat de formation avec le club de la Berrichonne de Châteauroux. Centre technique régional à l'instar de son homologue de l'INF Clairefontaine, l'IFR dispose de trois terrains de football (dont un synthétique dernière génération), de trois aires de jeu, d'une structure de beach soccer et d'un gymnase contenant deux terrains de handball. En parallèle, le bâtiment d'hébergement affiche une capacité d'accueil de 116 lits. Ainsi, les prestations de l'IFR sont diverses et aménageables à la carte : stage de pré-saison, mise au vert, repas sportif ou sieste d'avant match.
En 2016, l'IFR devient CTR (Centre Technique Régional) accueillant le Pôle Espoirs Garçons ainsi que l'Institut Régional de Formation du Football (IFF).

### Pôle espoirs masculin de Châteauroux

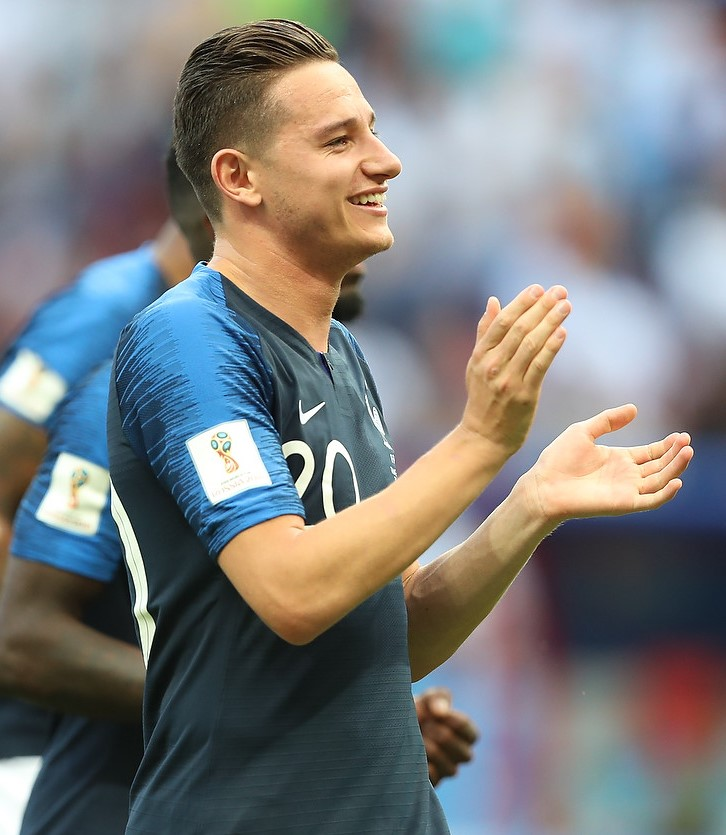
Florian Thauvin, international français passé par le pôle espoirs.

En 1995, la DTN choisi d'installer le pôle espoirs de la Région Centre à Tours, avant de le délocaliser en 1997 à Châteauroux, dans la résidence de Blanche-de-Fontarce.
Le Pôle Espoirs Masculin de Châteauroux accueille les meilleurs espoirs régionaux (U14-U15). Ces jeunes âgés de 13 à 15 ans mènent à bien un triple projet : scolaire, citoyen et sportif dans le but d’entrer par la suite dans un centre de formation de club professionnel. Intégrer la structure d’élite n’est pas permis à tout le monde. En effet, les joueurs sont dans un premier temps repérés dans leur propre club par les Districts. Ensuite, il y a une pré-sélection avant de passer le concours et d’être retenu pour entrer au Pôle Espoirs pour une durée de deux ans.
Le pôle espoir de Châteauroux s'impose comme la place forte de la pré-formation nationale, présentant des statistiques de réussite supérieures à celles de l'INF Clairefontaine. Lors des vingt premières années, 36 jeunes signent professionnels après être passés à l'IFR. À l'issue de la saison 2013-2014, 95 % des jeunes du pôle signent dans un centre de formation. En 2015, Châteauroux affiche le meilleur ratio de réussite en rapport avec le nombre de licenciés de sa région (Centre et Centre Ouest, soit dix départements et 4 000 joueurs). En février 2018, Franck Chaussidière, membre de la Direction technique nationale de la FFF en visite annuelle de la structure castelroussine, déclare : « Statistiquement, plus d’un joueur sur deux issu d’un pôle espoirs intègre ensuite un centre de formation de club professionnel. Celui de Châteauroux, c’est encore mieux, puisque c’est plutôt de l’ordre de quatre sur cinq ».
En 2000, Fabrice Dubois devient directeur du pôle. Il est remplacé par Laurent Cadu durant la saison 2015-2016 pour raison de santé.
| Quelques professionnels passés par le Pôle espoirs de Châteauroux | Quelques professionnels passés par le Pôle espoirs de Châteauroux | Quelques professionnels passés par le Pôle espoirs de Châteauroux | Quelques professionnels passés par le Pôle espoirs de Châteauroux |
| Nom                                                               | Date de naissance                                                 | Période au pôle                                                   | International                                                     |
| ----------------------------------------------------------------- | ----------------------------------------------------------------- | ----------------------------------------------------------------- | ----------------------------------------------------------------- |
| Karim Aït-Fana                                                    | 25 février 1989                                                   | 2002 à 2004                                                       | Maroc                                                             |
| Razak Boukari                                                     | 25 avril 1987                                                     | 2000 à 2002                                                       | Togo                                                              |
| Frédéric Bulot                                                    | 27 septembre 1990                                                 | 2003 à 2005                                                       | Gabon                                                             |
| Valère Germain                                                    | 17 avril 1990                                                     | 2004-2005                                                         | France espoirs                                                    |
| Romain Grange                                                     | 21 juillet 1988                                                   | 2001 à 2003                                                       | -                                                                 |
| Cédric Hountondji                                                 | 19 janvier 1994                                                   | 2007 à 2009                                                       | Bénin                                                             |
| Johann Obiang                                                     | 5 juillet 1993                                                    | 2006 à 2008                                                       | Gabon                                                             |
| Adam Ounas                                                        | 11 novembre 1996                                                  | 2009 à 2011                                                       | Algérie                                                           |
| Damien Plessis                                                    | 5 mars 1988                                                       | 2001 à 2003                                                       | France espoirs                                                    |
| Gilles Sunu                                                       | 30 mars 1991                                                      | 2004 à 2006                                                       | Togo                                                              |
| Hamza Sakhi                                                       | 7 juin 1996                                                       | 2009 à 2011                                                       | Maroc -17 ans                                                     |
| Morgan Sanson                                                     | 18 août 1994                                                      | 2007 à 2009                                                       | France espoirs                                                    |
| Florian Thauvin                                                   | 26 janvier 1993                                                   | 2006 à 2008                                                       | France                                                            |

### Pôle espoirs féminin de Tours
En 2012, le pôle espoir féminin de Tours voit le jour. Il est alors le sixième en France (8 en 2018), en comptant le Pôle France de l'INSEP. Il recrute des lycéennes du Centre-Ouest, d’Ile-de-France et des Dom-Tom (très peu). Son but est de « Former les filles de 16 à 18 ans à une pratique de haut-niveau. Les préparer à répondre aux exigences du football d’élite. Favoriser l’épanouissement des individus ». Émilie Dos Santos, la directrice et ancienne internationale française, précise en 2016 que « Toutes ne deviendront pas footballeuses professionnelles, mais l’objectif est que la plupart rejoignent la D1 à leur sortie du centre ».
Les joueuses peuvent suivre des études générales au Lycée Grandmont ou professionnelles au lycée Victor-Laloux, un atout du pôle de Tours. Elles sont véhiculés par bus spécialement réservé pour elles par le Pôle, entre le lycée-le stade-l'internat-la gare. Les meilleures conditions possibles sont mis en œuvre pour leur progression. Au pôle, les filles ont un vestiaire réservé, une salle médicale où elles rencontrent docteur, kiné et podologue plusieurs fois par semaine. Un coordinateur médical, médecin à la retraite, les suit aussi individuellement et une diététicienne vient à leur rencontre directement à l’internat. Dans les couloirs des vestiaires les photos dédicacées de Solenne Ninot (PSG) et Anna Clérac (ASJ Soyaux), qui ont atteint la D1, rappellent à toutes l’objectif.

## Personnalités de la Ligue

### Présidents
Le Baron Henry Auvray est le premier président de ce qui est alors appelé la « Ligue du Centre de football association ».
À partir de 1924, Maurice Duquesne préside la Ligue du Centre. L'année suivante, il est porteur de projet pour le premier Championnat de France de football de la Fédération française de football association. Un an après la création du Championnat professionnel, en 1933, la FFFA met en place une commission d'étude d'une compétition fédérale amateur dont Duquesne est aussi le président. En 1948, il occupe toujours cette fonction,, après s'être retiré de la Ligue du Centre en 1945. Il est aussi l’auteur de Vingt et un ans de compétition nationale : 1935-1956 Championnat de France amateurs (Challenge Jules-Rimet), publié en 1957, par la FFF.
En 1946, Pierre Martial prend la suite à la tête de l'entité régionale. En 1967, le vice-président André Brunet prend la succession et fera passer le siège de la Ligue du côté d'Orléans. En 1969-1970, Gilbert Cathelineau et Raymond Etellin, respectivement président des Districts du Loiret et du Loir-et-Cher, se succèdent à la tête de la Ligue du Centre,. Raymond Auzanneau tient le poste de 1970 à 1992.
En 1992, Christian Teinturier est élu président. L'ex-entraîneur du Stade vierzonnais connait toutes les fonctions dans le football et reste en place durant cinq mandats, soit vingt ans. Teinturier est vu comme un « président visionnaire pour l’évolution du football ». Sous son mandat, le siège de la Ligue change d'adresse pour, dit-il, « avoir quelque chose qui soit à la hauteur de l'image du football régional ». La Ligue du Centre est aussi la première à s'informatiser en 1997-1998. Elle organise aussi deux championnats d'Europe des jeunes : le Championnat d'Europe des moins de 17 ans 2004 où la France est sacrée ; et l'Euro féminin des moins de 19 ans 2008.
En 2012, alors président du district du Loiret, Marc Debarbat remporte les élections face au président sortant. Debarbat est réélu en 2016 mais est nommé président de la Ligue du football amateur (LFA) l'année suivante.
À 71 ans, Jacky Fortepaule prend la suite. Retraité de la banque, il est arbitre pendant 28 ans et connaît treize ligues et autant de districts. Président de club puis du district du Loiret à la suite de Marc Debarbat, Fortepaule annonce vouloir terminer le mandat entamé (jusqu’en 2020) mais ne pas briguer la présidence ensuite. Fortepaule démissionne avec son comité directeur fin octobre 2018 à cause d'un fort déficit financier. 
Mi-janvier 2019, le président du District du Cher, Antonio Teixeira, est élu avec 72,91 % des voix pour les dix-huit mois restants du mandat.
| Rang | Nom                   | Période   |
| ---- | --------------------- | --------- |
| 1    | Le Baron Henry Auvray | 1919-1921 |
| 2    | Devivaise             | 1921-1922 |
| 3    | Le Baron Henry Auvray | 1922      |
| 4    | Doliveux              | 1922-1923 |
| 5    | Siron                 | 1923-1924 |
| 6    | Maurice Duquesne      | 1924-1945 |
| 7    | Pierre Martial        | 1946-1967 |
| 8    | André Brunet          | 1967-1968 |

| Rang | Nom                  | Période   |
| ---- | -------------------- | --------- |
| 9    | Gilbert Cathelineau  | 1969      |
| 10   | Raymond Etellin      | 1969-1970 |
| 11   | Raymond Auzanneau    | 1970-1992 |
| 12   | Christian Teinturier | 1992-2012 |
| 13   | Marc Debarbat        | 2012-2017 |
| 14   | Jacky Fortepaule     | 2017-2018 |
| 15   | Antonio Texeira      | 2019-auj. |

### Directeurs techniques régionaux
| Période   | Nom                  |
| --------- | -------------------- |
| 1964-1972 | Lucien Corn          |
| 1973-1981 | Roger Meerseman      |
| 1982-1988 | Christian Teinturier |
| 1988-2002 | Guy Ferrier          |
| 2002-2010 | Patrick Pion         |
| 2010-2017 | Sébastien Imbert     |
| 2017-...  | Jérôme Monot         |

En 1964, Lucien Corn devient le premier Directeur technique régional de la Ligue du Centre. Il est auparavant entraîneur-joueur de l'US Montagnarde qu'il fait monter en DRH. En décembre 1971, il rejoint l'US Dunkerque en D2 1971-1972 qu'il sauve de la relégation. Il quitte aussi son poste de DTR à la fin de la saison.
Roger Meerseman, auparavant entraîneur local à Bourges puis à l'AAJ Blois, est choisi pour le remplacer. Il reste en place jusqu'en 1982 où Christian Teinturier, futur président de la Ligue, tient le rôle pendant six années. En 1988, Guy Ferrier troque son poste de CTD du Loiret, où il croise son homologue en Eure-et-Loir, Bruno Bini, pour celui de CTR. Ferrier est présent jusqu'en 2002 et travaille dix ans avec son prédécesseur et formateur comme président, avant de devenir entraîneur national. Il remporte notamment la Coupe du monde féminine des moins de 17 ans 2012.
Patrick Pion, conseiller départemental d'Indre-et-Loire pendant treize ans, devient alors responsable au niveau de la région. Jusqu'à présent, la structure technique de la Ligue du Centre se limite à un DTR et six conseillers départementaux. En 2005-2006, la Ligue se dote d'un organigramme unique en France : Patrick Pion s’entoure de six conseillers régionaux (CTR) avec un domaine défini, en plus des deux-trois CTD implantés dans chaque départements. En 2010, Pion rejoint la Direction technique national. En 2018, il est directeur technique national adjoint de Hubert Fournier.
Sébastien Imbert prend la succession dans ce rôle de DTR. Natif de Châteauroux, il intègre le centre de formation du club de Tours FC en tant que joueur. Il évolue ensuite au sein de plusieurs clubs nationaux avec, notamment, une montée en Division 1 sous les couleurs de la Berrichonne de Châteauroux. Il intègre rapidement le monde de l’entraînement en tant qu’éducateur et responsable de section sportive pour préparer son après-carrière de footballeur. Cadre Technique en Côte d’Or est son premier poste au sein de la DTN au début des années 2000. Par la suite, il passe Cadre Technique en Eure-et-Loir, avant de devenir CTR de la Ligue du Centre, puis DTR de cette même entité, en remplacement de Patrick Pion en 2010. En 2017, il devient DTR de la nouvelle Ligue de Bourgogne-Franche-Comté.
Fin 2017, Jérôme Monot est nommé comme nouveau Directeur Technique Régional. Il est auparavant Adjoint Technique du Pôle Espoirs Garçon de Châteauroux de 2007 à 2008, CTD du Loiret entre 2008 et 2014, puis de même dans le Loir-et-Cher lors de la saison 2014-2015 et enfin CTR à partir de 2015 tout en coordonnant les actions du District de Loir-et-Cher.

## Les clubs de la Ligue au niveau national

### Domination régionale
Club le mieux classé depuis 1920.
- De 1920 à 1947 : Champion de la Division d'Honneur du Centre.
- 1939-1940 : Information non connue.
- Depuis 1948 : Club le mieux classé en division nationale.

* USM est l'abréviation d'USM Montargis, CASC de CAS Châtellerault, CASGO de CASG Orléans et OCO d'OC Orléans.

### Clubs évoluant en divisions nationales 2023-2024
| \| Légende : Ligue 1 Ligue 2 National National 2 National 3 LB Châteauroux US Orléans SO Romorantin St-Pryvé St-Hilaire FC Blois Foot 41 Bourges Foot 18 Tours FC C' Chartres Avoine OCC Chambray FC FC Montlouis FC Ouest Tourangeau US Châteauneuf-sur-Loire Vierzon FC ES Moulon Bourges Vineuil SF USM Saran CS Mainvilliers \| Clubs évoluant dans des divisions nationales. |
| Légende : Ligue 1 Ligue 2 National National 2 National 3 LB Châteauroux US Orléans SO Romorantin St-Pryvé St-Hilaire FC Blois Foot 41 Bourges Foot 18 Tours FC C' Chartres Avoine OCC Chambray FC FC Montlouis FC Ouest Tourangeau US Châteauneuf-sur-Loire Vierzon FC ES Moulon Bourges Vineuil SF USM Saran CS Mainvilliers                                                     |

Seulement huit clubs de la région évoluent à un niveau national lors de la saison 2023-2024 :
L'US Orléans et La Berrichonne de Châteauroux, évoluent en National depuis respectivement la quatrième et la troisième saison consécutive.
Le SO Romorantin, le St-Pryvé St-Hilaire FC, le Blois Foot 41 et le Bourges Foot 18 qui entament respectivement leurs quinzième, sixième, cinquième et quatrième saisons consécutives en National 2 et qui sont rejoints par l'Avoine OCC, sacré champion de National 3 Centre-Val de Loire la saison précédente.
Les équipes réserves du Bourges Foot 18, de l'US Orléans et de LB Châteauroux sont en National 3, de même que le Chambray FC, le FC Montlouis, le FC Ouest Tourangeau, l'US Châteauneuf-sur-Loire, le Vierzon FC et l'USM Saran. Ils sont rejoints par l'ES Moulon Bourges, le Vineuil SF et le CS Mainvilliers

## Les clubs de la Ligue au niveau régional

### Palmarès régional par saison
| Palmarès régional par saison | Palmarès régional par saison | Palmarès régional par saison | Palmarès régional par saison | Palmarès régional par saison |
| Saison                       | Division d'Honneur,          | Coupe du Centre              | Division d'Honneur féminine  | Coupe du Centre féminine     |
| ---------------------------- | ---------------------------- | ---------------------------- | ---------------------------- | ---------------------------- |
| 1920                         | AS Châteauroux               | -                            | -                            | -                            |
| 1921                         | AS Châteauroux               | -                            | -                            | -                            |
| 1922                         | USM Montargis                | -                            | -                            | -                            |
| 1923                         | AS Centre                    | -                            | -                            | -                            |
| 1924                         | AS Centre                    | -                            | -                            | -                            |
| 1925                         | AS Centre                    | -                            | -                            | -                            |
| 1926                         | AS Centre                    | -                            | -                            | -                            |
| 1927                         | AS Centre                    | -                            | -                            | -                            |
| 1928                         | AS Centre                    | -                            | -                            | -                            |
| 1929                         | CASG Orléans                 | -                            | -                            | -                            |
| 1930                         | AS Centre                    | -                            | -                            | -                            |
| 1931                         | ASJ Châteaudun               | -                            | -                            | -                            |
| 1932                         | AS Centre                    | -                            | -                            | -                            |
| 1933                         | AAJ Blois                    | -                            | -                            | -                            |
| 1934                         | CAS Châtellerault            | -                            | -                            | -                            |
| 1935                         | CASG Orléans                 | -                            |                              | -                            |
| 1936                         | ASJ Châteaudun               | -                            | -                            | -                            |
| 1937                         | ASJ Châteaudun               | -                            | -                            | -                            |
| 1938                         | ASJ Châteaudun               | -                            | -                            | -                            |
| 1939                         | ASJ Châteaudun               | -                            | -                            | -                            |
| 1940                         |                              | -                            | -                            | -                            |
| 1941                         | OC Orléans                   | -                            | -                            | -                            |
| 1942                         | AS Orléans                   | La Roche-Rigault             | -                            | -                            |
| 1943                         | OC Orléans                   | -                            | -                            | -                            |
| 1944                         | AS Orléans                   | -                            | -                            | -                            |
| 1945                         | AS Orléans                   | -                            | -                            | -                            |
| 1946                         | AS Orléans                   | -                            | -                            | -                            |
| 1947                         | AS Orléans                   | US Château-Renault           | -                            | -                            |
| 1948                         | AS Orléans                   | ASJ Châteaudun               | -                            | -                            |
| 1949                         | AS Centre                    | LB Châteauroux               | -                            | -                            |
| 1950                         | LB Châteauroux               | LB Châteauroux               | -                            | -                            |
| 1951                         | ASJ Châteaudun               | AS Orléans                   | -                            | -                            |
| 1952                         | FC Tours                     | ASJ Châteaudun               | -                            | -                            |
| 1953                         | VS Chartres                  | AS Orléans                   | -                            | -                            |
| 1954                         | OC Orléans                   | VS Chartres                  | -                            | -                            |
| 1955                         | AAJ Blois                    | AAJ Blois                    | -                            | -                            |
| 1956                         | US Vendôme                   | AS Orléans                   | -                            | -                            |
| 1957                         | AS Orléans                   | AS Orléans                   | -                            | -                            |
| 1958                         | VS Chartres                  | LB Châteauroux               | -                            | -                            |
| 1959                         | LB Châteauroux               | US Vendôme                   | -                            | -                            |
| 1960                         | FC Tours                     | LB Châteauroux               | -                            | -                            |
| 1961                         | LB Châteauroux               | LB Châteauroux               | -                            | -                            |
| 1962                         | US Vendôme                   | AAJ Blois                    | -                            | -                            |
| 1963                         | AC Amboise                   | Non-jouée                    | -                            | -                            |
| 1964                         | AS Gien                      | Non-jouée                    | -                            | -                            |
| 1965                         | FC Tours                     | Non-jouée                    | -                            | -                            |
| 1966                         | AS Gien                      | Non-jouée                    | -                            | -                            |
| 1967                         | FC Bourges                   | Non-jouée                    | -                            | -                            |
| 1968                         | FC Tours                     | Non-jouée                    | -                            | -                            |
| 1969                         | Amicale de Lucé              | Non-jouée                    | -                            | -                            |
| 1970                         | OC Châteaudun                | Non-jouée                    | -                            | -                            |
| 1971                         | VS Chartres                  | Non-jouée                    | -                            | -                            |
| 1972                         | AS Gien                      | Non-jouée                    | -                            | -                            |
| 1973                         | FC Tours                     | Non-jouée                    | -                            | -                            |
| 1974                         | VS Chartres                  | Non-jouée                    | -                            | -                            |
| 1975                         | AC Amboise                   | Non-jouée                    | -                            | -                            |
| 1976                         | AS Gien                      | Non-jouée                    | FC Bourges                   | -                            |
| 1977                         | LB Châteauroux rés.          | Non-jouée                    | -                            | -                            |
| 1978                         | US Saint-Pierre-des-Corps    | Non-jouée                    | -                            | -                            |
| 1979                         | Amicale de Lucé rés.         | Non-jouée                    | -                            | -                            |
| 1980                         | US Mer                       | Non-jouée                    | -                            | -                            |
| 1981                         | USM Montargis                | Non-jouée                    | FC Bourges                   | -                            |
| 1982                         | FC Drouais                   | Non-jouée                    | -                            | -                            |
| 1983                         | US Joué-lès-Tours            | Non-jouée                    | FC Bourges                   | -                            |
| 1984                         | US Orléans rés.              | Non-jouée                    | -                            | -                            |
| 1985                         | US Beaugency                 | Non-jouée                    | -                            | -                            |
| 1986                         | OC Châteaudun                | Non-jouée                    | -                            | -                            |
| 1987                         | FC Bourges rés.              | Non-jouée                    | -                            | -                            |
| 1988                         | AS Gien                      | Non-jouée                    | -                            | -                            |
| 1989                         | FCLSC Châteauroux            | Non-jouée                    | -                            | -                            |
| 1990                         | AAJ Blois                    | Non-jouée                    | -                            | -                            |
| 1991                         | SO Romorantin                | SO Romorantin                | FC Bourges                   | -                            |
| 1992                         | LB Châteauroux rés.          | -                            | -                            | -                            |
| 1993                         | AS Gien                      | -                            | FC Bourges                   | -                            |
| 1994                         | AS Salbris                   | -                            | -                            | -                            |
| 1995                         | US Orléans                   | FC Bourges                   | -                            | FC Bourges                   |
| 1996                         | SA Issoudun                  | SO Romorantin                | FC Bourges                   | -                            |
| 1997                         | Tours FC rés.                | SO Romorantin                | -                            | -                            |
| 1998                         | OC Châteaudun                | Tours FC rés.                | -                            | -                            |
| 1999                         | FC Bourges 18                | Tours FC rés.                | -                            | -                            |
| 2000                         | AS Salbris                   | Tours FC rés.                | -                            | -                            |
| 2001                         | FC Chartres                  | FC Chartres                  | -                            | -                            |
| 2002                         | US Orléans                   | US Orléans                   | EB St-Cyr-sur-Loire          | US Orléans                   |
| 2003                         | FC Drouais                   | AS Salbris                   | Blois Foot 41                | EC Tours                     |
| 2004                         | Blois Foot 41                | US Orléans 45                | EB St-Cyr-sur-Loire          | US Orléans                   |
| 2005                         | Saint-Pryvé Saint-Hilaire FC | AC Amboise                   | Tours FC rés.                | Tours FC                     |
| 2006                         | US Orléans rés.              | Blois Foot 41                | ASC Joué Touraine            | Tours FC                     |
| 2007                         | SC Malesherbes               | LB Châteauroux               | ?                            | ?                            |
| 2008                         | Tours FC rés.                | LB Châteauroux               | SC Tours Nord                | SC Tours Nord                |
| 2009                         | Bourges 18                   | AC Amboise                   | AS Anet                      | Tours FC                     |
| 2010                         | Vierzon Foot 18              | FC Saint-Jean-le-Blanc       | US Orléans                   | US Orléans                   |
| 2011                         | FC Saint-Jean-le-Blanc       | Joué-lès-Tours FCT           | US Orléans et Tours FC       | Tours FC                     |
| 2012                         | USE Avoine Beaumont          | USM Saran                    | Bourges 18                   | -                            |
| 2013                         | Tours FC rés.                | Bourges 18                   | US Orléans                   | Tours FC                     |
| 2014                         | Avoine Chinon                | Bourges 18                   | Vineuil Brion ES             | Tours FC                     |
| 2015                         | FC Drouais                   | FC Chartres                  | Vineuil Brion ES             | Tours FC                     |
| 2016                         | Blois Foot 41                | Blois Foot 41                | Bourges 18                   | US Orléans                   |
| 2017                         | LB Châteauroux rés.          | Tours FC                     | US Orléans                   | ?                            |
| 2018                         | AS Montlouis-sur-Loire       | Vierzon FC                   | US Orléans                   | US Orléans                   |
| 2019                         | EB Saint-Cyr-sur-Loire       | Bourges Foot                 | Tours FC                     | US Orléans                   |
| 2020                         | Blois Foot 41 rés.           | /                            | Bourges 18                   | /                            |

### Football masculin

#### Palmarès régional masculin par club
| Clubs                     | Division d'Honneur | Coupe du Centre                              |
| ------------------------- | --- | -------------------------------------------- |
| Tours FC                  | 18 : 1923, 1924, 1925, 1926, 1927, 1928, 1930, 1932, 1949 (AS Centre), 1952, 1960, 1965, 1968, 1973, 1997 rés., 2008 rés., 2013 rés., 2022 | 4 : 1998, 1999, 2000, 2017                   |
| OC Châteaudun             | 9 : 1931, 1936, 1937, 1938, 1939, 1951 (ASJ), 1970, 1986, 1998                                                                             | 1948, 1952 (ASJ)                             |
| LB Châteauroux            | 8 : 1920, 1921 (ASC), 1950, 1959, 1961, 1977 rés., 1992 rés., 2017 rés.                                                                    | 7 : 1949, 1950, 1958, 1960, 1961, 2007, 2008 |
| AS Orléans                | 7 : 1942, 1944, 1945, 1946, 1947, 1948, 1957                                                                                               | 4 : 1951, 1953, 1956, 1957                   |
| AS Gien                   | 6 : 1964, 1966, 1972, 1976, 1988, 1993 | -                                            |
| US Orléans                | 4 : 1984 rés., 1995, 2002, 2006 rés. | 2 : 2002, 2004                               |
| VS Chartres               | 4 : 1953, 1958, 1971, 1974 | 1954                                         |
| AAJ Blois                 | 3 : 1933, 1955, 1990 | 1955, 1962                                   |
| OC Orléans                | 3 : 1941, 1943, 1954 | -                                            |
| Blois Foot 41             | 2004, 2016, 2020 rés. | 2006, 2016                                   |
| AC Amboise                | 1963, 1975 | 2005, 2009                                   |
| Bourges 18                | 1999, 2009 | 2013, 2014                                   |
| US Vendôme                | 1956, 1962 | 1959                                         |
| FC Bourges                | 1967, 1987 rés. | 1995                                         |
| AS Salbris                | 1994, 2000 | 2003                                         |
| USM Montargis             | 1922, 1981 | -                                            |
| FC Drouais                | 1982, 2003 | -                                            |
| CASG Orléans              | 1929, 1935 | -                                            |
| Amicale de Lucé           | 1969, 1979 rés. | -                                            |
| Avoine Chinon             | 2012 (USEAB), 2014 | -                                            |
| SO Romorantin             | 1991 | 3 : 1991, 1996, 1997                         |
| Joué-lès-Tours FCT        | 1983 (US Joué-lès-Tours) | 2011                                         |
| FC Chartres               | 2001 | 2001                                         |
| Vierzon FC                | 2010 (VF18) | 2018                                         |
| FC Saint-Jean-le-Blanc    | 2011 | 2010                                         |
| CAS Châtellerault         | 1934 | -                                            |
| US Saint-Pierre-des-Corps | 1978 | -                                            |
| US Mer                    | 1980 | -                                            |
| US Beaugency              | 1985 | -                                            |
| FCLSC Châteauroux         | 1989 | -                                            |
| SA Issoudun               | 1996 | -                                            |
| Saint-Pryvé Saint-Hilaire | 2005 | -                                            |
| SC Malesherbes            | 2007 | -                                            |
| US Château-Renault        | - | 1947                                         |
| US Saran                  | - | 2012                                         |

#### Division d'Honneur 2018-2019
| Blois Foot 41 rés. ASP Bourges OC Châteaudun AS Contres FC Déols FC drouais USP Joué-lès-T. CA Pithiviers AS Saint-Amandoise EB St-Cyr-sur-Loire Saran USM Vineuil SF |

| Liste par département : | Liste par département : |
| ----------------------- | --- |
|                         | Cher (1) : ASP Bourges Eure-et-Loir (2) : OC Châteaudun, FC drouais Indre (2) : FC Déols, AS Saint-Amandoise Indre-et-Loire (2) : St Cyr-sur-Loire, USP Joué-lès-Tours Loiret (2) : USM Saran, CA Pithiviers Loir-et-Cher (3) : Blois Foot 41 rés., Vineuil SF |

### Football féminin

#### Palmarès régional féminin par club
| Clubs               | Division d'Honneur                     | Coupe du Centre                                               |
| ------------------- | -------------------------------------- | ------------------------------------------------------------- |
| FC Bourges          | 6 : 1976, 1981, 1983, 1991, 1993, 1996 | 1995                                                          |
| US Orléans fem.     | 5 : 2010, 2011, 2013, 2017, 2018       | 4 : 2002, 2004, 2010, 2016                                    |
| Tours FC fem.       | 2 : 2005R, 2011                        | 8 : 2003 (EC Tours), 2005, 2006, 2009, 2011, 2013, 2014, 2015 |
| EB St-Cyr-sur-Loire | 2 : 2002, 2004                         | -                                                             |
| Bourges 18          | 2 : 2012, 2017                         | -                                                             |
| Vineuil Brion ES    | 2 : 2014, 2015                         | -                                                             |
| SC Tours Nord       | 2008                                   | 2008                                                          |
| Blois Foot 41       | 2003                                   | -                                                             |
| Joué-lès-Tours FCT  | 2006 (ASC Joué Touraine)               | -                                                             |
| AS Anet             | 2009                                   | -                                                             |

#### Football féminin en 2021-2022
| Tours FC US Orléans |

| Légende : | Légende :                                                             |
| --------- | --------------------------------------------------------------------- |
|           | Division 1 : aucun. Division 2 : US Orléans. Autres clubs : Tours FC. |